# Kia Ray
La Kia Ray è un'autovettura prodotta dalla casa automobilistica coreana Kia Motors a partire dal 2011.

## Profilo e contesto

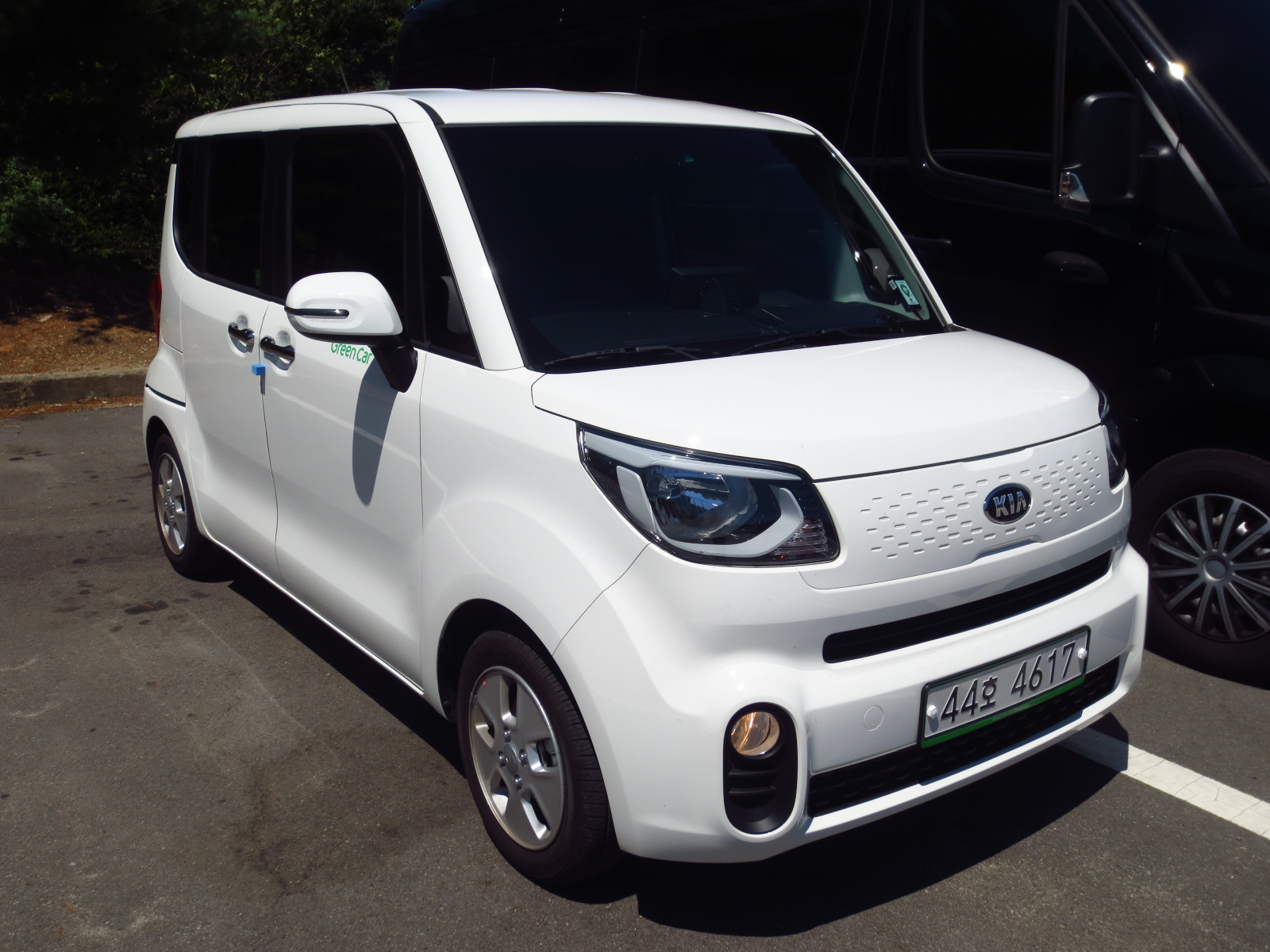
Kia Ray restyling

Prodotta esclusivamente per il mercato interno coreano, la Ray è una city car caratterizzata da una carrozzeria del tipo monovolume. 
Inizialmente la produzione doveva essere limitata a 2500 unità destinate alle flotte governative sudcoreane. Nel maggio 2013 una flotta di 184 Kia Ray alimentata da un motore elettrico è stata impiegata a Seul nell'ambito di un servizio di car sharing chiamato "Electric Vehicle Sharing".

## Descrizione
Realizzata sulla base della Kia Picanto (TA), seguo il classico schema tuttoavanti con motore e trazione anteriore. Meccanicamente è dotata di propulsore da 1,0 litri 3 cilindri da 78 CV erogati a 6400 giri/min, mentre la versione elettrica ha un'unità da 50 kW (67 CV) e una batteria agli ioni di litio da 16,4 kWh che le garantiscono un'autonomia di 138 km.
La Ray dispone due porte posteriori scorrevole per accedere ai sedili della seconda fila. Gli interni della Ray traggono beneficiano della forma quadrata della carrozzeria, in quanto garantisce una maggiore abitabilità e più spazio rispetto alle vetture dalle dimensioni simili, tuttavia può ospitare solo quattro passeggeri.
La Ray nel 2018 è stata sottoposta a un restyling, le cui modifiche riguardavano il design della parte frontale con una nuova griglia carenata e un interno rivisto.
Nel 2022 arriva un secondo restyling, accompagnata da modifiche al design esterno e con nuovi interni. La versione elettrica presenta un'autonomia maggiore rispetto alla versione precedente.